# Otélio Ote
Otélio Ote (* 31. Dezember 1969 bei Nonquican, Bobometo, Oe-Cusse Ambeno, Portugiesisch-Timor) ist ein Journalist aus Osttimor.

## Werdegang
Ote besuchte die Grundschule in Oesilo und bis 1980 die Pre-Sekundarschule in Pante Macassar. Dem folgten drei Jahre auf der öffentlichen Sekundarschule in Dili bis 1987. Schließlich besuchte Ote die Timor-Universität (UNTIM) bis 1992.
Seine Laufbahn als Journalist begann Ote bei der Suara Timor-Timur (STT), wo er von 1988 bis 1999 arbeitete. Außerdem war er von 1989 bis 1992 als Journalist beim Magazin der UNTIM und von 1992 bis 1999 für die Tageszeitung Media Indonesia tätig. Es folgten Tätigkeiten für den Fernsehsender RTTI-SCTV von 1993 bis 1994 und von 1993 bis 1999 beim Fernsehsender RCTI. Von 1998 bis 1999 arbeitete Ote für Associated Press TV und 1999 für NHK.
Ote gehörte 2000 zu den Mitgliedern der ersten Redaktion der Zeitung Timor Post und damit zu den Miteigentümern. Hier kümmerte er sich auch um das Timor Post Journalismus Trainingszentrum. Von 2002 bis 2009 wurde Ote Redakteur der Lifau Post und wurde zum Chef des Bildungmagazins Lafaek zwischen 2004 und 2009. Von 2011 bis 2013 war er Direktor und Chefredakteur der Timor Post und ihr Onlineredakteur. Stand 2023 ist Ote bei der Timor Post für den YouTube-Kanal der Timor Post verantwortlich.
Von 1999 bis 2001 war Ote Koordinator der Associação de Jornalistas de Timor-Leste (AJTL) und von 2001 bis 2010 Präsident der Timor-Leste Press Union (TLPU). Von 2011 bis 2014 war er Mitglied der Tim 5, der beim Entwurf des Mediengesetzes für das Staatssekretariat für Medien half. Am 16. September 2020 wurde Ote als Vertreter der Medienunternehmen in den Presserats Osttimors (portugiesisch Conselho de Imprensa  de Timor-Leste) für vier Jahre und am 7. Februar 2023 für eine zweijährige Amtszeit zum Präsidenten des Presserats gewählt.

## Ehrungen
2023 erhielt Ote von Staatspräsident José Ramos-Horta den Collar des Ordem de Timor-Leste.